# Erylus nummulifer
Erylus nummulifer är en svampdjursart som beskrevs av Topsent 1892. Erylus nummulifer ingår i släktet Erylus och familjen Geodiidae. Inga underarter finns listade i Catalogue of Life.